# Photoscotosia fasciaria
Photoscotosia fasciaria är en fjärilsart som beskrevs av John Henry Leech 1897. Photoscotosia fasciaria ingår i släktet Photoscotosia och familjen mätare. Inga underarter finns listade i Catalogue of Life.